# Marcos de Aramburu
Marcos de Aramburu (San Sebastián 1547) fue un marino y militar español,  general de la flota de Indias entre los años 1591 y 1600.
En 1591, fue el galeón de Marcos de Aramburu el que consiguió el estandarte del buque insignia inglés Revenge en el marco de la batalla naval en las islas Terceiras (Azores).
En 1593 se le dio el mando de la Flota de Indias transportando ese mismo año  a 50 franciscanos desde Cádiz a Veracruz.

## Biografía
Nació en San Sebastián, provincia de Guipúzcoa al norte de España.
En 1581, participó en el combate de San Miguel de Azores contra la flota francesa, estando a las órdenes de Antonio de Oquendo como general de la Armada de Guipúzcoa.
en 1588, la flota inglesa intentó atacar  en el puerto de Lisboa, al mando de Francis Drake. Aramburu participó en la defensa de Lisboa de 1589 y en la posterior persecución que las naves españolas hicieron sobre las inglesas en huida.
En 1591, ya dirigía la Escuadra de galeones de Guipúzcoa que participó a las órdenes de Alonso de Bazán en la batalla de Flores  contra la escuadra inglesa en aguas de las islas Terceiras (Azores).
Su embarcación consiguió el estandarte del buque insignia inglés Revenge, otras veces gobernada por Francis Drake.
En el año 1593 se le dio el mando de la flota de Indias transportando a 50 clérigos franciscanos desde Cádiz a la ciudad de Veracruz.
Su último dato de navegación data del año 1600 que partió como general de una armada compuesta por 6 galeones y 6 pataches desde Sanlucar hacia tierra firme.
En el Archivo de Indias existen referencias de Marcos de Aramburu sobre cuestiones diversas como la fortificación de los puertos de Rio de Janeiro y San Vicente de Brasil o las medidas para mejorar la seguridad del mar del sur entre el estrecho de Magallanes y la Nueva España.